# Zeilhofen
Zeilhofen ist ein Gemeindeteil der oberbayerischen Stadt Dorfen, Landkreis Erding, mit weniger als 100 Einwohnern und eine Gemarkung im Landkreis Erding. 

## Geographie
Das Kirchdorf Zeilhofen liegt im Tal des Seebachs zwischen Dorfen und der großen Kreisstadt Erding. Die nächstgelegenen größeren Orte sind Oberdorfen und Landersdorf. Das Landschaftsbild wird durch zahlreiche Wälder und Wiesen geprägt.

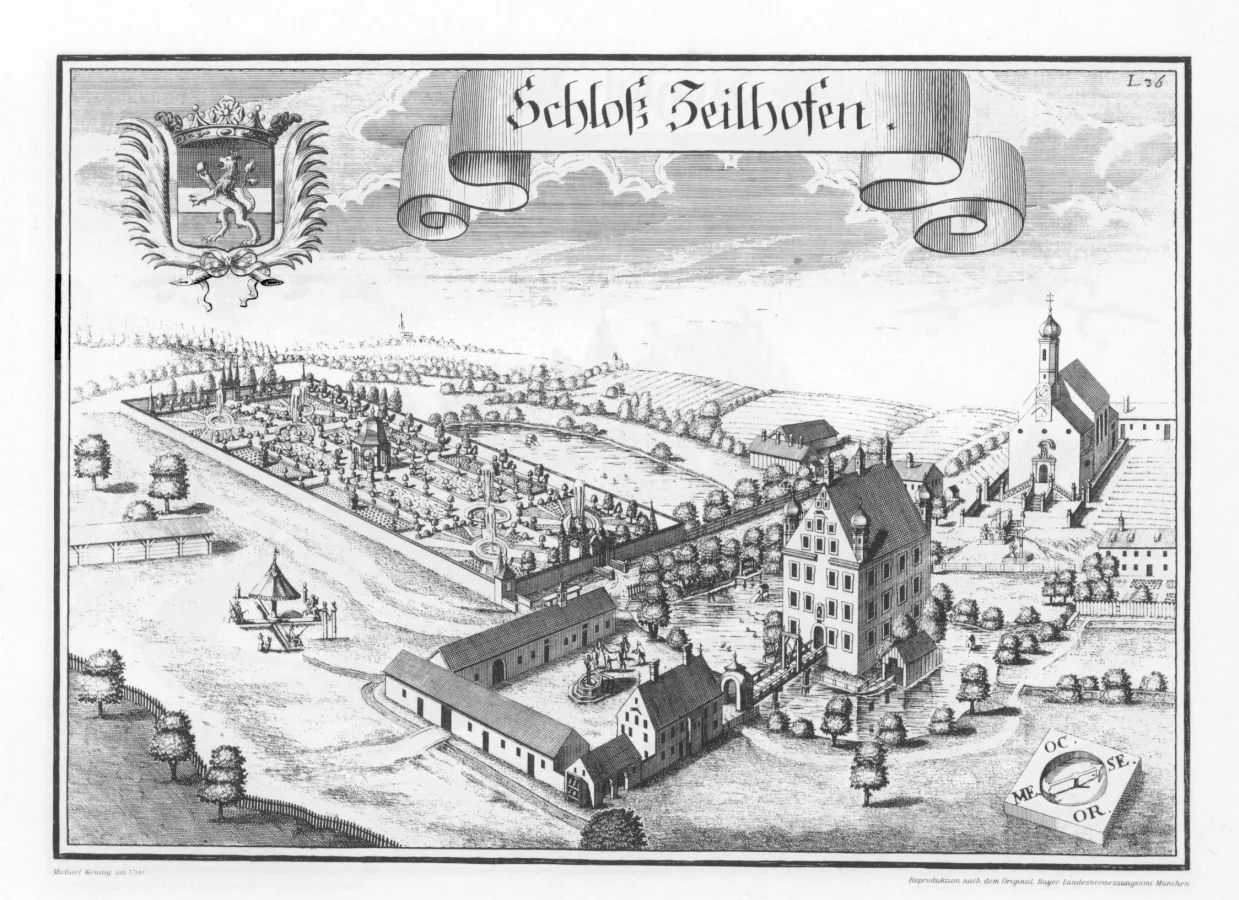
Schloss Zeilhofen

## Geschichte
Die erste urkundliche Erwähnung von Zeilhofen findet sich 1370. Peter Zeilhofer war von 1363 bis 1375 Richter in Dorfen. Bereits 1553 werden Sitz und Schloss Zeilhofen erwähnt. 1625 baute Tobias von Zeilhofen das Schloss neu auf. Nach dessen Tod ging der Sitz durch verschiedene Hände, zwischenzeitlich auch an das Kloster Seligenthal. Zeilhofen war ab 1664 der Wohnsitz des aus einer südtirolerischen Kaufmannsfamilie stammenden Georg Gugler. Er ist in der von ihm aus eigenen finanziellen Mitteln 1666 errichteten Antoniuskirche im Schatten des Hochaltares begraben. Ab Ende 1674 war Zeilhofen eine geschlossene Hofmark.
Am 11. September 1716 ging die Hofmark Zeilhofen von Franz Xaver Gugler an den Freisinger Fürstbischof Johann Franz von Eckher, also an das Hochstift Freising. Im selben Jahr wurde Johann Endtgrueber, dem Meßner und Schlossgärtner der Guglerischen Hofmark, ein Hexenprozess gemacht. Am 12. Oktober 1716 wurde er vom Pfleggericht Erding dazu verurteilt, an einer Säule erdrosselt, und dann zu Staub und Asche verbrannt zu werden.
Johann Franz von Eckher errichtete 1716 auch ein Franziskanerkloster (lag südöstlich neben der Kirche), das 1802 im Zuge der Säkularisation aufgehoben und zusammen mit dem Schloss abgerissen wurde.
1818 wurde die Hofmark aufgehoben und mit Nachbargebieten zur Gemeinde Zeilhofen zusammengefasst. Der Amtssitz der Gemeinde war in Oberdorfen. Im Zuge der Gebietsreform in Bayern schloss sie sich am 1. Mai 1978 der Stadt Dorfen an.

## Bodendenkmäler
Der Erdhügel beim Gebäude Zeilhofen 13 bezeugt den Standort des abgegangenen Schlosses Zeilhofen. Es war ein Niederungsburgstall des späten Mittelalters und der frühen Neuzeit mit zugehörigem Wirtschaftshof und abgegangener barocker Gartenanlage. Er ist in der Liste der Bodendenkmäler in Dorfen aufgeführt und als Bodendenkmal geschützt.

## Filialkirche St. Antonius

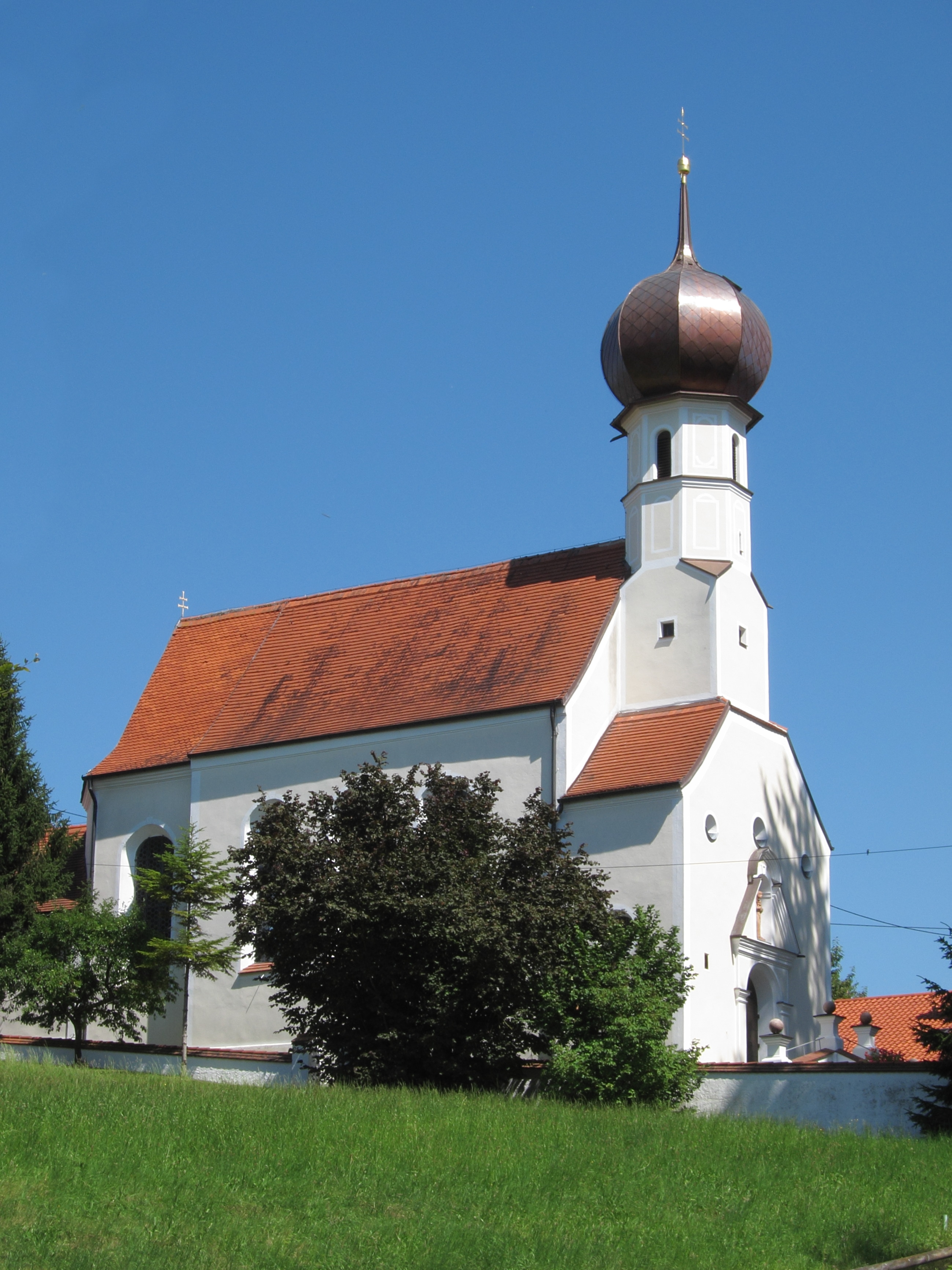
St. Antonius, Zeilhofen

Die Kirche ist ein außen schmuckloser Hochbarockbau, 1666 wohl von Hans Kogler errichtet, der ein 3-jochiges Langhaus und einen sehr schwach eingezogenen 1-jochigen Chor mit polygonalem Abschluss besitzt. Über der südwestlichen Vorhalle ragt der zwiebel-bekrönte Kirchturm empor. Innen ist die Kirche mit einem spätklassizistisch überarbeiteten Barock-Hochaltar ausgestattet, der 1970 neu eingefasst wurde. Die Seitenaltäre, Neubarock mit klassizistischen Anleihen, fertigte der Dorfener Schreiner Franz Paul Schmitter 1849 an. Das Gewölbe ist mit dezent-reichen Stuck aus der Erbauungszeit verziert.

## Ehemaliges Gemeindegebiet
Zur 16,95 km² großen und 929 Einwohner zählenden Gemeinde gehörten die Dörfer Landersdorf, Oberdorfen und Esterndorf, die Weiler Anning, Dürneibach, Embach, Hienering, Niederham, Rogglfing und Unterseebach sowie zwölf Einöden. In Oberdorfen lag auch die Volksschule der Gemeinde Zeilhofen.